# 陈旻
陈旻（1980年2月1日—），浙江杭州人，中国大陆工业设计师、产品设计师、策展人。
代表作有杭州凳，日珥，立体书法系列家具等，其中杭州凳入围2018年罗意威手工艺大奖（Loewe Craft Prize），2021年被蓬皮杜中心（Centre Pompidou）收藏

## 生平

### 求学生涯
陈旻自幼跟随外祖父，中国版画家，赵宗藻学习书法与绘画，2001年赴德国科隆国际设计学院（Köln_International_School_of_Design, KISD）进修两年。 然后在荷兰埃因霍温设计学院（Design_Academy_Eindhoven）完成了设计学士学位，陈旻在那里学习到了概念设计哲学。2008 年被意大利米兰多莫斯学院（Domus_Academy） 录取，获得设计硕士学位。毕业后留校担任助教，并在欧洲开展个人设计实践工作。

### 创业历程
2012年回国后陈旻在杭州创立陈旻设计事务所（Chen Min Office）。2020年为Design Shanghai 设计上海策划手工艺主题展区neooold新开物。